# Кожани
Кожани (грч. Κοζάνη [] — Козани) су град у северној Грчкој и управно средиште истоимене општине и округа у периферији Западна Македонија. Најближи већи град Кожанима је Солун, 120 km источно.

## Име
Град је добио назив Кожани јер је био познат као центар производње и трговине животињским крзном.

## Природни услови
Град Кожани се налази у западном делу историјске покрајине Македонија, а близу вештачког језера Политифос на оближњој реци Бистрици (Алиакмонас). Град се налази на јужном ободу висоравни знатне надморске висине (710 m), уоквирене шумовитим планинама: Шапка (Пиерија), Каракамен (Вермио), Снежник (Аскио) и Црвена Гора (Вуринос). Обаст Кожана је веома прометна, јер је пресеца важан пут Игњација.
Клима у Кожанима је због надморске висине града (710 m) и затворнеости овог подручја континетнална, за коју су особене изузетно жарна лета и хладније и кишовите зиме са не баш тако ретким снегом.

## Историја
Најстарији археолошки налази у подручју Кожана (некропола у источном делу града) говоре да је ово подручје било насељено још у време праисторије. У 5. веку п. н. е. пово одручје потпало је под власт античке Македоније и тада је биоло познато као Елимеја. У 2 веку п. н. е. оно је пало под староримску власт.
У средњем веку подручје Кожана је било највише у оквиру Византије, кратко под Бугарском и Србијом, да би у 15. веку пало под отоманску власт. Вероватно је у то време и насељен данашњи град и то насељен хришћанима пресељеницима из плодног Солунског поља, које је било посебно на „удару“ отоманског режима. 1392. године овде су се населили и хришћани протерани из Епира. 1528. године град се први пут помиње под данашњим именом.
Град је у следећем периоду успео да стекне бројне повластице од стамболске власти, између осталог и забрану насељавања Турака у насеље (1664. ). Исте године подигнута је и прва већа црква у граду, посвећена Св. Николи. Препород насеља наставио се и у 18. веку, када се успостављају и трговачке везе са Западом. Међутим, богатство насеља довело је до напада и пљачке турског башибозука у два маха, 1770. и 1830. године. У северној Македонији се сматрало да су варош Кожани средиште грчке науке, с обзиром да је тамошња изврсна "јелинска" (грчка) школа отворена још 1668. године, много пре од оне у Москопољу (1750).
Тек 1912. године град припада савременој Грчкој, а после Грчко-турског рата 1923. године у град се досељавају и грчке пребеглице из Мале Азије. Нови залет град доживаљава одмах после ових дешавања, када се откривају наглаге угља - лигнита. У граду се развила и библиотека, једна од најважнијих у Грчкој и са бројних ретких и старим писаним делима.

### Срби у Кожанима
Извесни Јован Киријак житељ вароши Кожани, био је 1760. године ктитор осликавања Чудотворне иконе Пресвете Богородице, у православном манастиру Српски Ковин, на Чепељској ади, надомак Будима.
Дионизије от Поповић бивши православни епископ Будимски, родио се 1750. године у Македонији, "близу града Салоника (Солуна) у месту тако зовемом Кожани". Ту је његов отац родом Грк, свештеник и протопрезвитер био. Световно име му је било Димитрије, а када је завршио школовање оженио се Иреном, и постао свештеник у свом родном месту. Али убрзо му је умро отац а и супруга млада, након порођаја. Као млад удовац отишао је на Свету Гору у манастир Ватопед, где је постао калуђер јеромонах под новим именом Дионизије. Постао је 1785. године дијецезан Београдски и целе Србије митрополит. После аустријско-турског рата 1787-1791. године, током којег је подстицао устанак Срба (фрајкор), прешао је у Аустрију, где је 1790. године изабран за Будимског владику.
Поручиоци бакрореза српског бакроресца Христифора Жефаровића, са мотивима Пресвете Богородице, били су средином 19. века житељи Кожана: Константин Георгије Руссис, Јован Здравко и Константин Георгије Коца.
Монах Доситеј Василијевић из места Кожани, у Турској, по националности Грк, након 65 година световног живота, током којег се женио и бавио трговином постао је калуђер 1752. године у манастиру Хопову, на Фрушкој гори.
Међу пренумерантима једне српске књиге у Земуну, био је 1848. године Спиридон Константиновић "из Козани у Македонији".

О Србима који су некад живели у Кожани и околини писао је - сведочио 1862. године Грк, Жисис Јанакидис из Кожана. То место је у Тесалији надомак реке Србице. За Србе каже: 
| „ | Они су браћа православни Хришћани; примили су од нас веру пре хиљаду година, кад су међу нас дошли. И управо да вам кажем: прво су се овде населили. Они се општим именом зову Срби; зато се и ова Турска варош зове Сервија, а и река Србица, српска река, јер је њихово племе много година овде обитавало. Видите оно село преко реке зове се Каљан, друго с ове стране Коњско, а томо преко реке видите она лепа варош што се зове Кожани; видите да та имена нису наша; као на пример Ктенион, Параскева, Кераша. Но будући да им је ова клима шкодила, преселили су се тамо где и сада живе; и они су пре 400 година имали своје велико Србско царство, и увек су са нашим Грчким царством живили пријатељски - и камо срећа да нису иноверци међу нас посејали раздор, неби Турци данас над нами владали... | ” |

## Становништво
Српски историчар Спиридон Гопчевић, 1890. године бележи да Кожани имају најмање 4.000 становника (без Турака), од чега 3.000 Аромуна, око 100 Словена а остали су Грци. Број Грка је мали јер становници који говоре грчким језиком су углавном хеленизовани Аромуни и Словени. По попису градова у Македонији, почетком 20. века у месту Кожани има 3.000 Турака, 2.800 Грка и 300 Аромуна. Других народа ту наводно нема. Године 1923. турско становништво је принудно исељено у Турску а на њихово место је насељено 955 грчких избеглица. После Грчког грађанског рата у Кожане се доселио велики број караманлијских избеглица, Словени из околине Кајлара и Аромуни из околине Гребена. На попису из 1991. године Кожани су имали 31.553 становника.
Кожани данас имају око 42.000 становника. Становништво су већином етнички Грци. Кретање становништва по годинама било је следеће:
| 1971.  | 1981.  | 1991.  | 2001.  | 2021.  |
| ------ | ------ | ------ | ------ | ------ |
| 23.240 | 31.120 | 31.553 | 38.591 | 42.140 |

## Привреда
Кожани су најважнији привредни центар овог дела Грчке. У целој области града развијена је рударска индустрија (ископавање угља). Кожарска индустрија још је важан у градској привреди. Рурално подручје око града је највише окренуто сточарству.
Саобраћај је за Кожане веома важна могућност. Поред града пролази савремени ауто-пут по траси некада веома важног пута Игњација. Ово је данас други по важности ауто-пут у целој Грчкој. Град има и железничку станицу и пругу, са којом је у вези са Солуном. 4 km од Кожана налази се и Аеродром „Филипос“.

## Познате личности
- Хећим-Тома Костић, српски видар
- Дионисије Поповић, митрополит београдски и епископ будимски
- Илијас Атмацидис, бивши грчки фудбалер
- Јанис Аманатидис, бивши грчки фудбалер и фудбалски тренер